# Liga MX 2019-2020
La Liga MX 2019-2020, che per ragioni di sponsor prende il nome ufficiale di Liga BBVA Bancomer MX, comprende la 102ª e la 103ª edizione del campionato di Primera División del calcio messicano. Come da tradizione del campionato messicano (sulla linea di molti altri tornei sudamericani), la stagione calcistica è divisa in due campionati separati (Apertura 2019 e Clausura 2020), ognuno dei quali laurea una squadra campione.

## Formato
Le 18 squadre facenti parte della Liga MX disputano due campionati separati, Apertura e Clausura. Ogni torneo viene disputato sulla lunghezza di 17 giornate, al termine delle quali le prime 4 squadre in classifica disputano i play-off (Liguilla) per determinare la vincente del campionato, mentre le squadre classificate dalla quinta alla dodicesima posizione disputeranno una fase preliminare in modo da decretare le altre quattro squadre qualificate al mini-torneo finale.
Il 15 marzo 2020 il torneo di Clausura venne sospeso per via della Pandemia di COVID-19 ed il 22 maggio venne definitivamente annullato senza decretare alcun campione. Non vi fu alcuna retrocessione ed il Cruz Azul si qualificò per l'edizione 2021 della CONCACAF Champions League in quanto primo in classifica al momento dello stop.

## Squadre partecipanti
Al campionato hanno partecipato 19 squadre, le stesse della stagione precedente ad eccezione del Lobos BUAP che ha ceduto la propria franchigia al Juárez e con l'aggiunta del Veracruz vincitore dell'Ascenso MX 2018-2019. Il Veracruz, retrocesso sul campo al termine della stagione precedente, è riuscito a mantenere la divisione tramite il pagamento di 120 milioni di pesos ma è stato escluso al termine del torneo di Apertura per via di problemi economici.
| Squadra           | Città                    | Stadio                        |
| ----------------- | ------------------------ | ----------------------------- |
| América           | Città del Messico        | Stadio Azteca                 |
| Atlas             | San Luis Potosí          | Stadio Jalisco                |
| Atlético San Luis | Guadalajara              | Stadio Alfonso Lastras        |
| Club Tijuana      | Tijuana                  | Stadio Caliente               |
| Cruz Azul         | Città del Messico        | Stadio Azteca                 |
| Guadalajara       | Guadalajara              | Stadio Akron                  |
| Juárez            | Ciudad Juárez            | Stadio Olimpico Benito Juárez |
| León              | León                     | Stadio Nou Camp               |
| Monarcas Morelia  | Morelia                  | Stadio Morelos                |
| Monterrey         | Monterrey                | Stadio BBVA Bancomer          |
| Necaxa            | Aguascalientes           | Stadio Victoria               |
| Pachuca           | Pachuca                  | Stadio Hidalgo                |
| Puebla            | Puebla de Zaragoza       | Stadio Cuauhtémoc             |
| Pumas UNAM        | Città del Messico        | Stadio Olimpico Universitario |
| Querétaro         | Santiago de Querétaro    | Stadio Corregidora            |
| Santos Laguna     | Torreón                  | Stadio Corona                 |
| Tigres UANL       | San Nicolás de los Garza | Stadio Universitario          |
| Toluca            | Toluca                   | Stadio Nemesio Díez           |
| Veracruz          | Veracruz                 | Stadio Luis de la Fuente      |

## Torneo Apertura 2019
Il torneo di Apertura 2019 è iniziato il 19 luglio 2019 ed è terminato il 15 dicembre dello stesso anno. Il titolo è stato vinto dal Monterrey, vittorioso nella finale contro l'América.

### Stagione regolare
| Pos. | Squadra           | Pt | G  | V  | N | P  | GF | GS | DR  |
| ---- | ----------------- | -- | -- | -- | - | -- | -- | -- | --- |
| 1.   | Santos Laguna     | 37 | 18 | 11 | 4 | 3  | 40 | 25 | +15 |
| 2.   | León              | 33 | 18 | 9  | 6 | 3  | 38 | 23 | +15 |
| 3.   | Tigres UANL       | 32 | 18 | 8  | 8 | 2  | 26 | 14 | +12 |
| 4.   | Querétaro         | 31 | 18 | 9  | 4 | 5  | 31 | 19 | +12 |
| 5.   | Necaxa            | 31 | 18 | 9  | 4 | 5  | 33 | 23 | +10 |
| 6.   | América           | 31 | 18 | 8  | 7 | 3  | 32 | 22 | +10 |
| 7.   | Monarcas Morelia  | 27 | 18 | 8  | 3 | 7  | 31 | 26 | +5  |
| 8.   | Monterrey         | 27 | 18 | 8  | 3 | 7  | 27 | 23 | +4  |
| 9.   | Pachuca           | 25 | 18 | 7  | 4 | 7  | 32 | 26 | +6  |
| 10.  | Guadalajara       | 25 | 18 | 7  | 4 | 7  | 28 | 28 | 0   |
| 11.  | Club Tijuana      | 24 | 18 | 7  | 3 | 8  | 26 | 36 | -10 |
| 12.  | Cruz Azul         | 23 | 18 | 5  | 8 | 5  | 25 | 24 | +1  |
| 13.  | Pumas UNAM        | 23 | 18 | 6  | 5 | 7  | 21 | 20 | +1  |
| 14.  | Atlas             | 21 | 18 | 6  | 3 | 9  | 19 | 26 | -7  |
| 15.  | Atlético San Luis | 20 | 18 | 6  | 2 | 10 | 22 | 31 | -9  |
| 16.  | Juárez            | 18 | 18 | 5  | 3 | 10 | 17 | 27 | -10 |
| 17.  | Toluca            | 17 | 18 | 4  | 5 | 9  | 16 | 26 | -10 |
| 18.  | Puebla            | 17 | 18 | 4  | 5 | 9  | 20 | 31 | -11 |
| 19.  | Veracruz          | 8  | 18 | 1  | 5 | 12 | 11 | 45 | -34 |

Legenda:
      Qualificate per la Liguilla.
      Squalificato al termine della stagione.

### Liguilla
|  | Quarti di finale | Quarti di finale | Quarti di finale | Quarti di finale | Quarti di finale |  |  | Semifinali       | Semifinali       | Semifinali      | Semifinali      | Semifinali |   |       | Finale  | Finale  | Finale | Finale | Finale |  |
|  |                  |                  |                  |                  |                  |  |  |                  |                  |                 |                 |            |   |       |         |         |        |        |        |  |
|  | Tigres UANL      | Tigres UANL      | 2                | 2                | 4                |  |  |                  |                  |                 |                 |            |   |       |         |         |        |        |        |  |
|  | América          | América          | 1                | 4                | 5                |  |  | América          | América          | 0               | 2               | 2          |   |       |         |         |        |        |        |  |
|  | León             | León             | 3                | 1                | 4                |  |  | Monarcas Morelia | Monarcas Morelia | 2               | 0               | 2          |   |       |         |         |        |        |        |  |
|  | Monarcas Morelia | Monarcas Morelia | 3                | 2                | 5                |  |  |                  |                  |                 |                 |            |   |       | América | América | 1      | 2      | 3 (2)  |  |
|  | Querétaro        | Querétaro        | 0                | 2                | 2                |  |  |                  |                  | Monterrey (dtr) | Monterrey (dtr) | 2          | 1 | 3 (4) |         |         |        |        |        |  |
|  | Necaxa           | Necaxa           | 3                | 3                | 6                |  |  | Necaxa           | Necaxa           | 1               | 0               | 1          |   |       |         |         |        |        |        |  |
|  | Santos Laguna    | Santos Laguna    | 2                | 1                | 3                |  |  | Monterrey        | Monterrey        | 2               | 1               | 3          |   |       |         |         |        |        |        |  |
|  | Monterrey        | Monterrey        | 5                | 1                | 6                |  |  |                  |                  |                 |                 |            |   |       |         |         |        |        |        |  |

### Classifica marcatori
| Gol |  |  | Giocatore           | Squadra           |
| --- |  |  | ------------------- | ----------------- |
| 12  |  |  | Mauro Quiroga       | Necaxa            |
| 12  |  |  | Alan Pulido         | Guadalajara       |
| 10  |  |  | Rogelio Funes Mori  | Monterrey         |
| 10  |  |  | André-Pierre Gignac | Tigres UANL       |
| 9   |  |  | Nicolás Ibáñez      | Atlético San Luis |
| 9   |  |  | Brian Lozano        | Santos Laguna     |
| 9   |  |  | Julio Furch         | Santos Laguna     |
| 8   |  |  | Henry Martín        | América           |
| 8   |  |  | Franco Jara         | Pachuca           |
| 8   |  |  | José Juan Macías    | León              |

## Torneo Clausura 2020
Il torneo di Clausura 2020 è iniziato il 10 gennaio 2020 ed è stato interrotto dopo 10 giornate a causa della Pandemia di COVID-19. Il 22 maggio seguente è stato definitivamente annullato senza decretare alcun vincitore.

### Stagione regolare
| Pos. | Squadra           | Pt | G  | V | N | P | GF | GS | DR  |
| ---- | ----------------- | -- | -- | - | - | - | -- | -- | --- |
| 1.   | Cruz Azul         | 22 | 10 | 7 | 1 | 2 | 24 | 14 | +10 |
| 2.   | León              | 21 | 10 | 7 | 0 | 3 | 23 | 14 | +9  |
| 3.   | Santos Laguna     | 17 | 10 | 5 | 2 | 3 | 14 | 14 | 0   |
| 4.   | América           | 17 | 10 | 5 | 2 | 3 | 11 | 11 | 0   |
| 5.   | Guadalajara       | 16 | 10 | 4 | 4 | 2 | 13 | 11 | +2  |
| 6.   | Pumas UNAM        | 15 | 10 | 4 | 3 | 3 | 20 | 19 | +1  |
| 7.   | Tigres UANL       | 14 | 10 | 4 | 2 | 4 | 13 | 10 | +3  |
| 8.   | Juárez            | 14 | 10 | 4 | 2 | 4 | 20 | 18 | +2  |
| 9.   | Monarcas Morelia  | 14 | 10 | 4 | 2 | 4 | 17 | 16 | +1  |
| 10.  | Puebla            | 14 | 10 | 4 | 2 | 4 | 7  | 7  | 0   |
| 11.  | Pachuca           | 14 | 10 | 4 | 2 | 4 | 11 | 12 | -1  |
| 12.  | Querétaro         | 14 | 10 | 4 | 2 | 4 | 13 | 15 | -2  |
| 13.  | Atlético San Luis | 13 | 10 | 3 | 4 | 3 | 11 | 15 | -4  |
| 14.  | Necaxa            | 11 | 10 | 3 | 2 | 5 | 17 | 16 | +1  |
| 15.  | Toluca            | 10 | 10 | 2 | 4 | 4 | 16 | 18 | -2  |
| 16.  | Club Tijuana      | 9  | 10 | 2 | 3 | 5 | 10 | 16 | -6  |
| 17.  | Atlas             | 9  | 10 | 3 | 0 | 7 | 10 | 17 | -7  |
| 18.  | Monterrey         | 5  | 10 | 0 | 5 | 5 | 10 | 17 | -7  |

Legenda:
      Qualificate per la Liguilla.

### Classifica marcatori
| Gol |  |  | Giocatore           | Squadra           |
| --- |  |  | ------------------- | ----------------- |
| 12  |  |  | Jonathan Rodríguez  | Cruz Azul         |
| 12  |  |  | André-Pierre Gignac | Tigres UANL       |
| 10  |  |  | Leonardo Fernández  | Toluca            |
| 10  |  |  | Ángel Mena          | León              |
| 9   |  |  | Franco Jara         | Pachuca           |
| 9   |  |  | Darío Lezcano       | Juárez            |
| 9   |  |  | Ariel Nahuelpan     | Querétaro         |
| 8   |  |  | Mauro Quiroga       | Necaxa            |
| 8   |  |  | Nicolás Ibáñez      | Atlético San Luis |
| 8   |  |  | Aldo Rocha          | Monarcas Morelia  |